# Challenge Ameryk do Mistrzostw Świata Mężczyzn w Curlingu 2012
Challenge Ameryk do Mistrzostw Świata Mężczyzn w Curlingu 2012, planowo miał się odbyć między 27 a 29 stycznia 2012 w Bemidji w Stanach Zjednoczonych, na lodowisku Bemidji Curling Club.
Rywalizacja nie doszła do skutku. 10 stycznia 2012 Brazylijczycy zrezygnowali z udziału, głównym powodem było odejście trenera zespołu.
W turnieju miała brać udział drużyna ze Stanów Zjednoczonych ponieważ w Mistrzostwach Świata 2011 zajęła słabsze miejsce (10.) niż Kanada (1.). Amerykanie wystawili drużynę mistrza kraju 2011, w barwach Brazylii mieli wystąpić curlerzy na co dzień trenujący w kanadyjskim Sherbrooke (Lennoxville Curling Club). 

## Reprezentacje
| Kraj              | Miasto                              | Czwarty                                                              | Trzeci                                                               | Drugi                                                                | Otwierający                                                          | Rezerwowy                                                            |
| ----------------- | ----------------------------------- | -------------------------------------------------------------------- | -------------------------------------------------------------------- | -------------------------------------------------------------------- | -------------------------------------------------------------------- | -------------------------------------------------------------------- |
| Brazylia          | Sherbrooke Lennoxville Curling Club | Luis Silva, Celso Kossaka, Marcelo Mello, Cesar Santos, Filipe Nunes | Luis Silva, Celso Kossaka, Marcelo Mello, Cesar Santos, Filipe Nunes | Luis Silva, Celso Kossaka, Marcelo Mello, Cesar Santos, Filipe Nunes | Luis Silva, Celso Kossaka, Marcelo Mello, Cesar Santos, Filipe Nunes | Luis Silva, Celso Kossaka, Marcelo Mello, Cesar Santos, Filipe Nunes |
| Stany Zjednoczone | Bemidji Bemidji Curling Club        | Pete Fenson                                                          | Shawn Rojeski                                                        | Joe Polo                                                             | Ryan Brunt                                                           |                                                                      |